# Yaylacık, Ortaköy
Yaylacık là một xã thuộc huyện Ortaköy, tỉnh Çorum, Thổ Nhĩ Kỳ. Dân số thời điểm năm 2010 là 144 người.